# Volaris

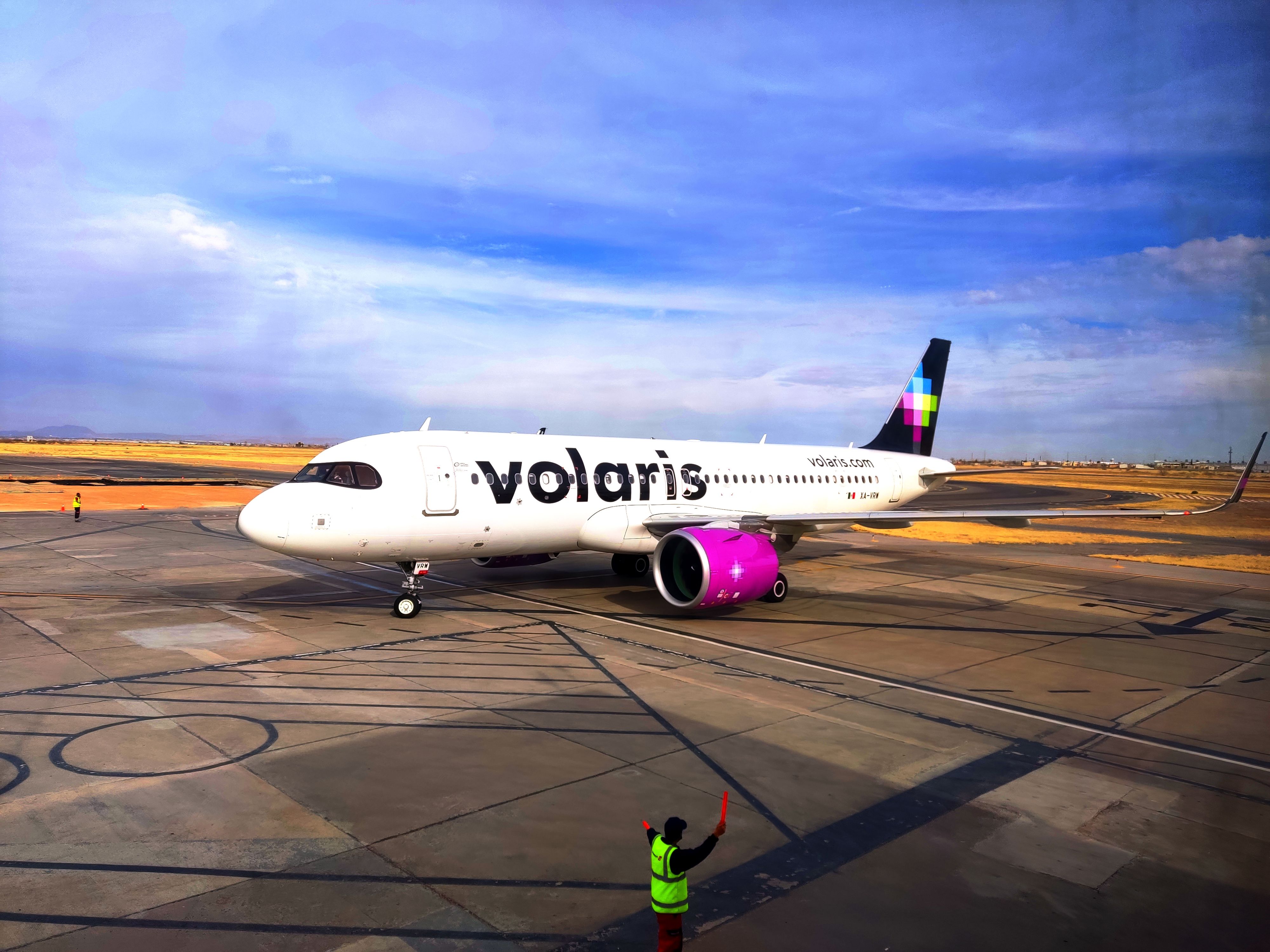
Airbus A320neo linii Volaris w porcie lotniczym Ciudad Juárez

Volaris – meksykańska tania linia lotnicza z siedzibą w Meksyku.

## Flota
Według stanu na maj 2025 flota Volaris składała się ze 138 samolotów o średnim wieku 6,7 lat:

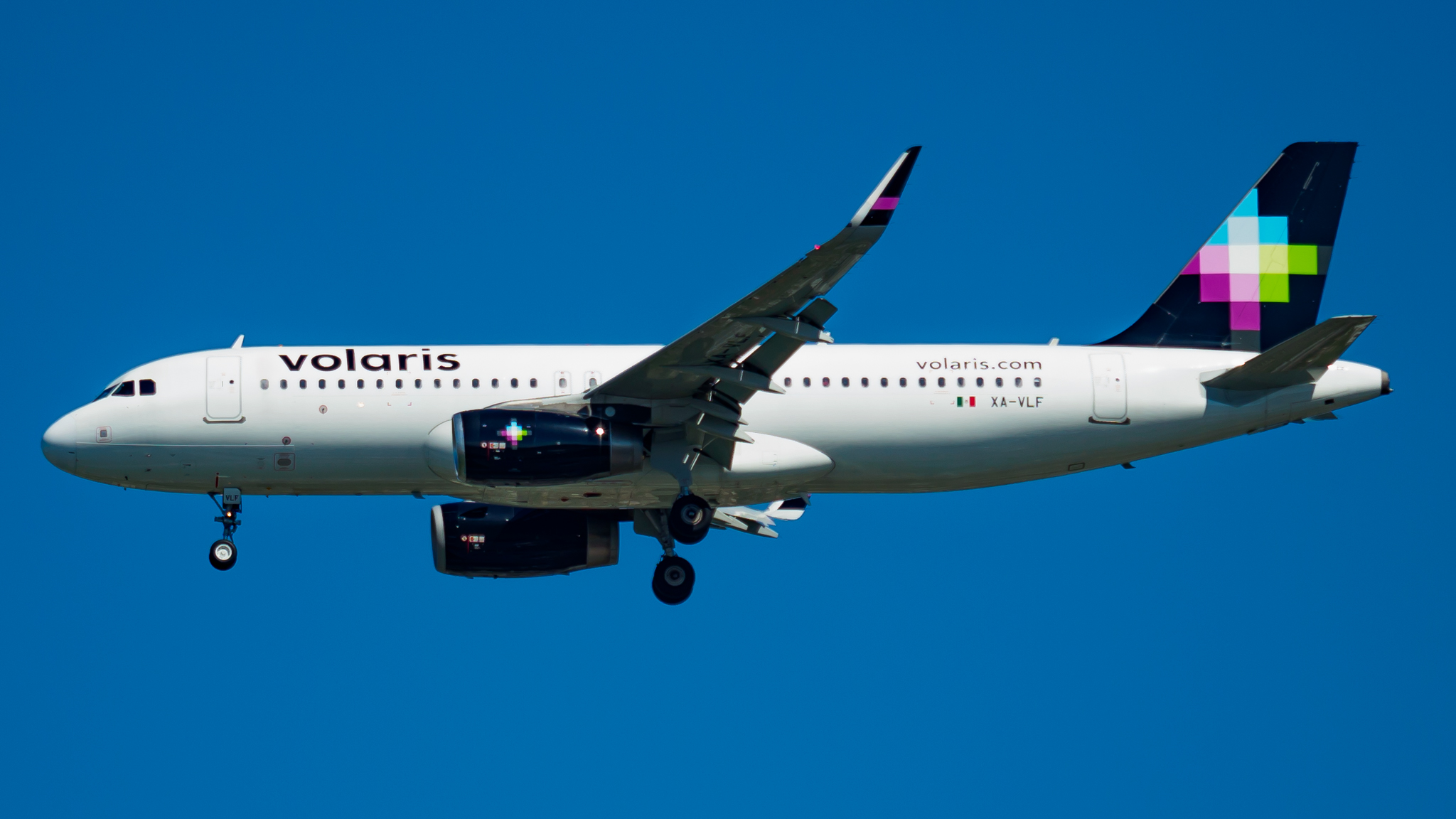
Airbus A320 należący do linii na lotnisku Johna F. Kennedy'ego

| Samolot         | Samolot | Samolot   | Liczba miejsc | Liczba miejsc | Uwagi |
| Model           | Aktywne | Zamówione | E             | Łącznie       | Uwagi |
| --------------- | ------- | --------- | ------------- | ------------- | ----- |
| Airbus A319-100 | 1       | -         | 144           | 144           |       |
| Airbus A320-200 | 44      | -         | 174           | 174           |       |
| Airbus A320-200 | 44      | -         | 179           | 179           |       |
| Airbus A320neo  | 49      | 8         | 186           | 186           |       |
| Airbus A321-200 | 10      | -         | 220           | 220           |       |
| Airbus A321neo  | 34      | 4         | 239           | 239           |       |
| Łącznie         | 138     | 12        |               |               |       |